# پوشیتل
پوشیتل یک دهکده تاریخی و یک موزه روباز در بوسنی و هرزگوین است که در شهرداری کاپلینا در کانتون هرزگوین-نرتوا فدراسیون بوسنی و هرزگوین واقع شده‌است. این دهکده تاریخی در ساحل سمت چپ رودخانه نرتوا، در جاده اصلی موستار - متکویچ قرار دارد و حدود ۳۰ کیلومتر (۱۹ مایل) به سمت جنوب موستار و حدود ۳ کیلومتر (۱٫۹ مایل) از مرکز کاپلینا واقع شده‌است.

## تاریخ
این روستا در یک مجموعه کارست طبیعی در امتداد رودخانه نرتوا در دوره قرون وسطی ساخته شده‌است. اولین ذکر یا ضبط شده به این روستا در منشور پادشاه آلفونسو V و فریدریش سوم از ۱۴۴۴ تا ۱۴۴۸ است. تاریخ دقیق را نمی‌توان مشخص کرد اما به احتمال زیاد این شهر مستحکم و شهرک‌های مکمل آن توسط پادشاه بوسنیایی تورتکو اول در سال ۱۳۸۳ ساخته شده‌است. پوزیتلج به عنوان مرکز اداری و مرکز حکمرانی اوپا دوبراوا (شهرستان) در نظر گرفته می‌شد، در حالی که غربی‌ترین نقطه آن اهمیت استراتژیک عمده ای به آن بخشید. در سالهای پس از فتح عثمانی قلمرو بوسنیایی، بین سالهای ۱۴۶۴ تا ۱۴۷۱، این شهر توسط ولادیسلاو هرزگوویچ با پشتیبانی دوبروونیک، پادشاه ماتیاس کرووینوس مجارستان و پاپ تقویت شد. از این نقطه، شهر دیواری پوزیتل در دوره ای از قرن شانزدهم تا هجدهم تکامل یافته‌است. از نظر معماری، قسمت‌های سنگی ساخته شده از شهر یک مجموعه غنی شده‌است که در آن دو مرحله از تکامل مشهود است: قرون وسطایی و عثمانی.

## نگارخانه

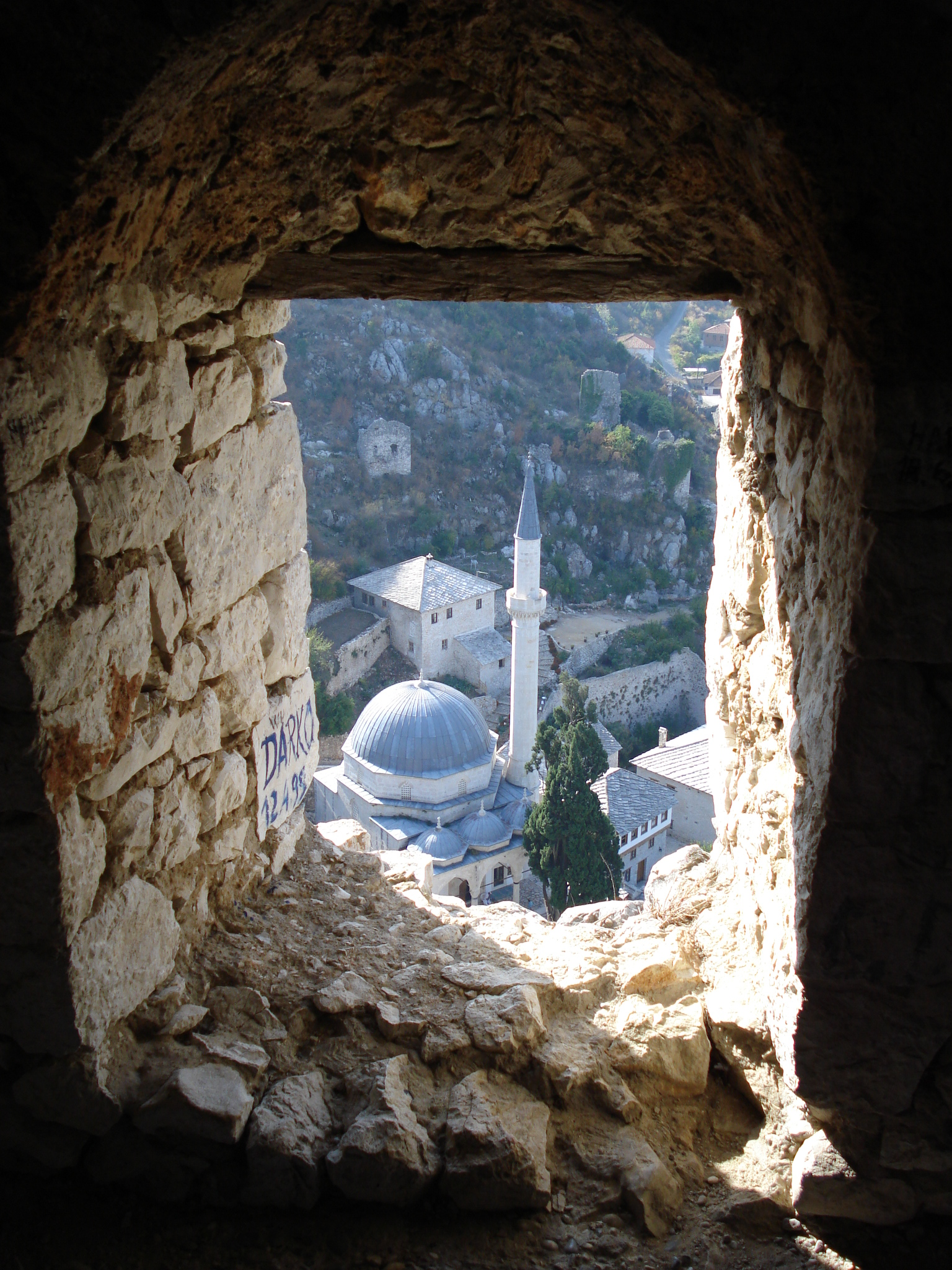
نمایی از پوشیتل از ارگ ، اکتبر ۲۰۰۷
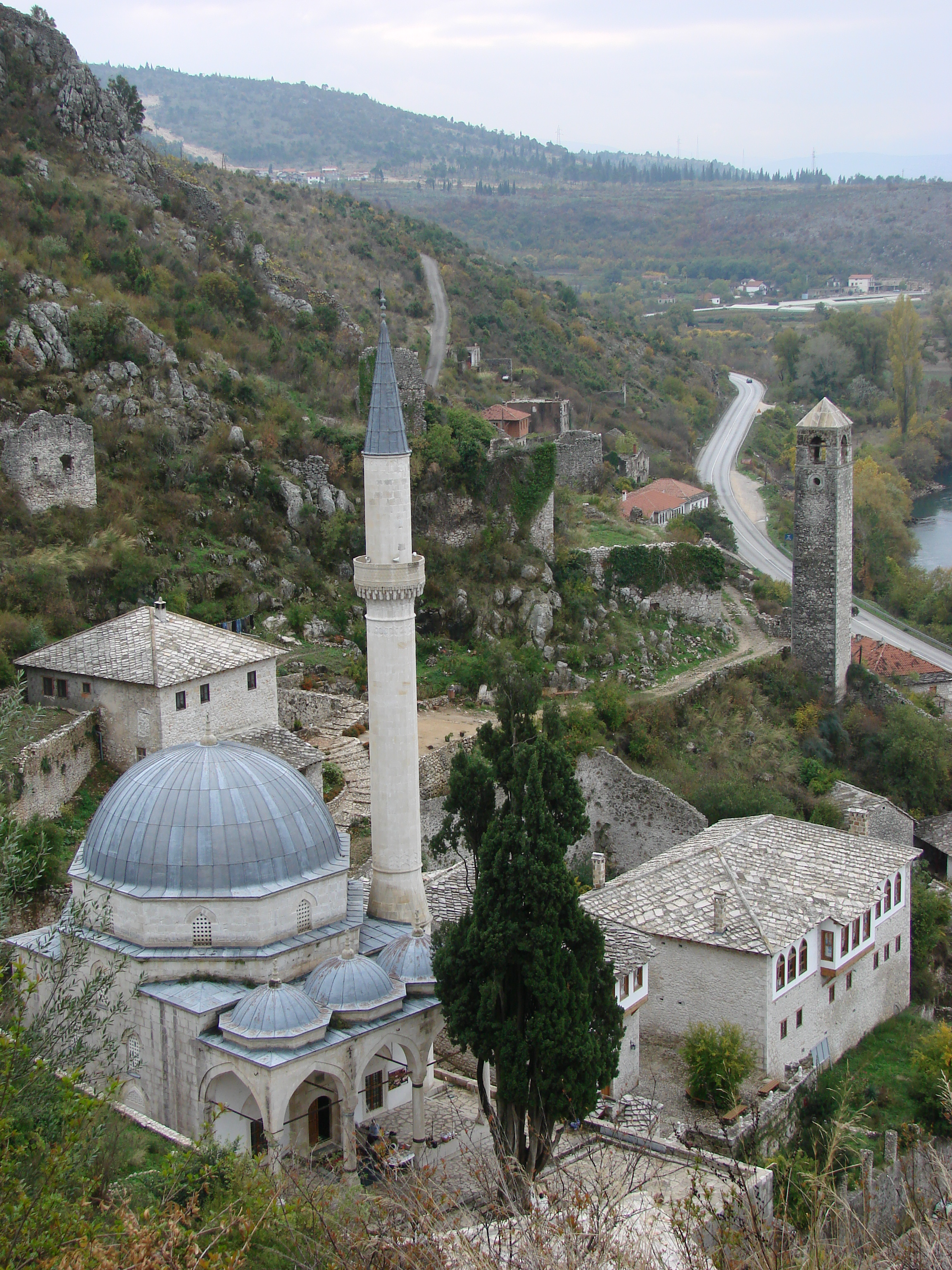
مسجد و برج، (نمایی از بالا)
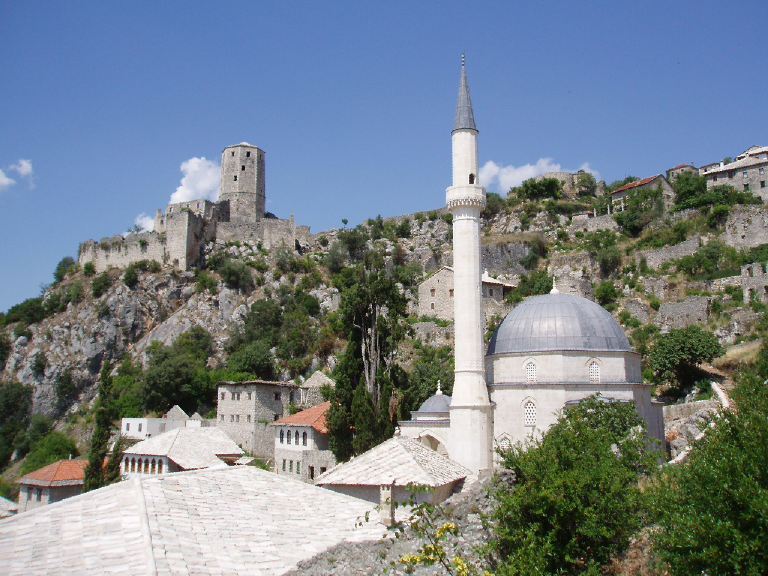
ارگ و مسجد
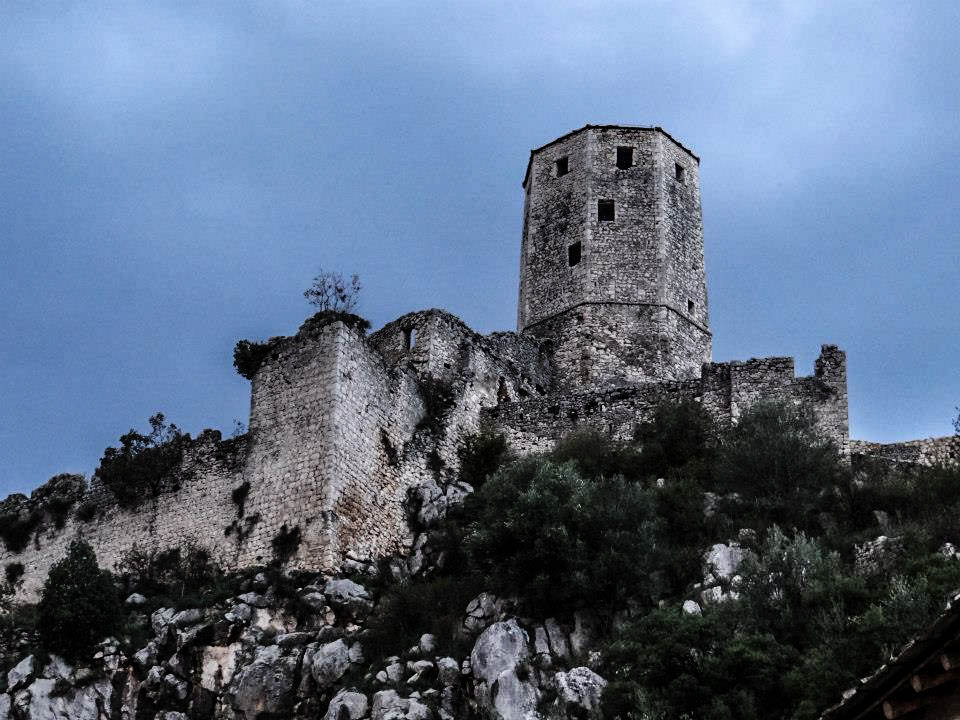
برج پوشیتل